# Rodoviário Piraí Futebol Clube
Rodoviário Piraí Futebol Clube é uma agremiação esportiva de Piraí, no estado do Rio de Janeiro, Brasil, fundada a 6 de Junho de 1956.

## História
Fundado por caminhoneiros, que faziam paradas no Posto de Gasolina Nacional, juntamente com funcionários do Departamento Nacional de Estradas de Rodagem, seu primeiro nome foi Esporte Clube Rodoviário. Com o profissionalismo, em 1994, passou a se chamar Rodoviário Futebol Clube. Em 1998, após um plebiscito realizado na cidade, trocou para o nome atual: Rodoviário Piraí Futebol Clube.
Seu estádio é o Ênio Simões, com capacidade para 3.500 pessoas. Também é conhecido pela alcunha de Periquito da Serra, pois suas cores são o verde e o branco. Atualmente se encontra desfiliado da FFERJ pelo motivo de seu departamento de futebol profissional estar inativo há mais de 6 anos.
O Rodoviário Futebol Clube já chegou a jogar contra grandes clubes, como por exemplo, contra o Vasco da Gama no empate em 1 a 1, e contra o Fluminense na derrota por 4 a 0, na segunda passagem do técnico Carlos Alberto Parreira pelo clube rival.
No ano de 2001 encerra-se a briga entre o presidente do Rodoviário FC, Sebastião de Abreu, o Mucaca, e o, na época prefeito, Luís Fernando de Souza, o Pezão. O clube era o maior prejudicado, porém o prefeito prometeu no acordo, reformar os vestiários, aumentar o vão da arquibancada, além de voltar a patrocinar o time no Campeonato Carioca da Segunda Divisão, com o valor de R$ 30.000. Até hoje as promessas não foram cumpridas.

## Títulos
- 1997 - Vice-campeão da Copa Rio;